# ヒダヤト・ヘイダロフ
ヒダヤト・ヘイダロフ（アゼルバイジャン語: Hidayət Heydərov、Hidayat Heydarov 1997年7月27日- ）はアゼルバイジャンの柔道選手。カザフスタンのカラガンダ出身。階級は73kg級。

## 経歴
カザフスタンで生まれるが、家族はアゼルバイジャンにルーツを持っていたこともあり、3歳の時にバクーへ移り住んだ。柔道は6歳の時に始めた。2013年のヨーロッパユースオリンピックフェスティバル60kg級で3位になった。2014年にはヨーロッパカデの66kg級で優勝した。2015年の世界ジュニアでは準決勝で浅利昌哉と対戦して、GSに入ってから有効を取られて敗れるが、敗戦に納得いかず浅利との握手を拒否してあからさまな不満を表した。その後階級を73kg級に上げると、2016年にはヨーロッパジュニアとU23ヨーロッパ選手権で優勝した。2017年にはグランドスラム・パリの準々決勝で橋本壮市に技ありで敗れるが3位となった。ヨーロッパ選手権では決勝でロシアのムサ・モグシコフを破って優勝した。団体戦では3位決定戦でウクライナと対戦すると、自身も含めて3連勝したために一旦はチームの3位が決まった(団体戦は5戦して先に3勝したチームが勝ちとなる)。しかし、副将のママダリ・メフディエフがすでに自チームの勝利が決まっていたことから試合開始直後にウクライナの選手との対戦を放棄した。そのため、一度畳に上がった選手が試合を放棄した場合はチーム全体が失格になるというルールが適用されて、結果としてチームは失格処分となり5位に終わった。世界選手権では準決勝で橋本壮市に袖釣込腰で敗れるなどして5位にとどまった。世界ジュニアでは優勝を果たした。2018年のヨーロッパ選手権では決勝でアルメニアのフェルディナンド・カラペティアンに一本負けして2連覇はならなかった。地元のバクーで開催された世界選手権では準決勝で橋本に袖釣込腰で敗れて3位だった。2019年にはグランドスラム・バクーで優勝するも、ヨーロッパ競技大会で3位、ユニバーシアードでは2位だった。世界選手権では準決勝で同僚のルスタム・オルジョフに技ありで敗れて3位だった。その後階級を81㎏級に上げると、ミリタリーワールドゲームズで3位になった。再び階級を73㎏級に下げるも、2021年の世界選手権では橋本に敗れるなどして5位だった。東京オリンピックにはオルジョフがいたため出場できなかった。2022年のヨーロッパ選手権とグランドスラム・ブダペストでは優勝した。世界選手権では3位だった。2023年の世界選手権では5位だったが、地元で開催されたグランドスラム・バクーでは優勝した。ヨーロッパ選手権では2連覇した。グランドスラム・東京では決勝で橋本を技ありで破って優勝した。なお、橋本には8度目の対戦で初めて勝利した。2024年には地元で開催されたグランドスラム・バクー2連覇を果たすと、続くヨーロッパ選手権では3連覇を果たした。世界選手権では決勝で石原樹と対戦すると、技ありを先取されながら終了間際に肩車で逆転勝ちして世界選手権初優勝を飾った。続くパリオリンピックでも決勝で地元フランスのジョアン＝バンジャマン・ガバを9分近い戦いの末に小外刈で破り金メダルを獲得した。なお、同一年に世界選手権とオリンピックを制した初めての男子選手となった。オリンピック以来の大会となった2025年の世界選手権では初戦で敗れた。
得意技は高速ステルスタックル（タックルし相手の脇に頭を入れ腕を持ち倒しながら、くるりと回る変形の肩車）。
IJF世界ランキングは6000ポイント獲得で1位(25/6/2現在)。

## 主な戦績
60kg級での戦績
- 2013年 - ヨーロッパカデ　3位
- 2013年 - ヨーロッパユースオリンピックフェスティバル　3位

66kg級での戦績
- 2014年 - ヨーロッパカデ　優勝
- 2015年 - 世界ジュニア　3位

73kg級での戦績
- 2015年 - U23ヨーロッパ選手権　3位
- 2016年 - ヨーロッパジュニア　優勝
- 2016年 - U23ヨーロッパ選手権　優勝
- 2017年 - グランドスラム・パリ　3位
- 2017年 - グランプリ・アンタルヤ　3位
- 2017年 - ヨーロッパ選手権　個人戦　優勝　団体戦　5位
- 2017年 - イスラム諸国連帯競技大会　優勝
- 2017年 - ヨーロッパオープン・ミンスク　優勝
- 2017年 -　世界ジュニア　優勝
- 2017年 -　ワールドマスターズ　3位
- 2018年 -　グランプリ・アンタルヤ　3位
- 2018年 - ヨーロッパ選手権　2位
- 2018年 -　世界選手権　3位
- 2019年 - グランドスラム・バクー　優勝
- 2019年 - グランプリ・フフホト　優勝
- 2019年 - ヨーロッパ競技大会　3位
- 2019年 - ユニバーシアード　2位
- 2019年 - 世界選手権　3位
- 2019年 - ミリタリーワールドゲームズ　3位(81㎏級)
- 2019年 -　グランドスラム・アブダビ　7位(81㎏級)
- 2021年 -　世界選手権 5位
- 2021年 -　グランプリ・ザグレブ　優勝
- 2021年 -　グランドスラム・パリ　3位
- 2021年 -　グランドスラム・バクー　3位
- 2022年 -　グランドスラム・テルアビブ 優勝
- 2022年 -　ヨーロッパ選手権　優勝
- 2022年 -　グランドスラム・ブダペスト 優勝
- 2022年 -　世界選手権　3位
- 2022年 -　グランドスラム・バクー　優勝
- 2023年 -　グランドスラム・アンタルヤ 3位
- 2023年 -　世界選手権　5位
- 2023年 -　グランドスラム・バクー　優勝
- 2023年 -　ヨーロッパ選手権　優勝
- 2023年 -　グランドスラム・東京　優勝
- 2023年 -　ヨーロッパオープン選手権 3位
- 2024年 -　グランドスラム・バクー　優勝
- 2024年 -　ヨーロッパ選手権 優勝
- 2024年 - 世界選手権　優勝
- 2024年 - パリオリンピック 優勝

(出典、JudoInside.com)